# أشلي-باول روبنسون
أشلي-باول روبنسون (بالإنجليزية: Ashley-Paul Robinson)‏ هو لاعب كرة قدم بريطاني في مركز نصف الجناح، ولد في 5 ديسمبر 1989 في إنجلترا في المملكة المتحدة. لعب مع دولويتش هاملت وكريستال بالاس ونادي بروملي ونادي هورشام.

## وصلات خارجية
- أشلي-باول روبنسون على موقع Soccerbase.com (لاعب) (الإنجليزية)